# Потенца (провинция)
Поте́нца (итал. provincia di Potenza, неап. Pruvincia 'e Putenza, местн. provìngë dë Pùtenzë) — провинция в Италии, в регионе Базиликата. В этой провинции проживает порядка 390 тысяч человек.
Небольшой западный участок провинции омывается Тирренским морем. На западе провинция Потенца граничит с Кампанией (провинции Салерно и Авеллино), на севере с Апулией (провинции Фоджа, Барлетта-Андрия-Трани и Бари), на востоке с провинцией Матера и на юге с Калабрией (провинция Козенца).

## География
Площадь 6 548 км², население 384 483 (2007). В состав провинции входят 100 коммун (см. Коммуны провинции Потенца).
Крупнейшие коммуны (февраль 2007):
| Коммуна             | Население |
| ------------------- | --------- |
| Потенца             | 68 197    |
| Мельфи              | 17 177    |
| Лавелло             | 13 679    |
| Лаурия              | 13 556    |
| Рионеро-ин-Вультуре | 13 447    |
| Веноза              | 12 083    |
| Авильяно            | 12 067    |
| Сенизе              | 7 387     |

## История
В 272 году до н. э. провинция была подчинена римской армией. Новые правители переименовали Базиликату в Луканию.
В XI веке территория стала частью герцогства Апулия, управлявшегося в то время норманнами, а с XIII века — частью Неаполитанского королевства. В действительности в Потенце правили местные военачальники. В 1861 году провинция была включена с другими территориями в новое Итальянское королевство.

## Административное устройство

### Города
- Альбано Лукания
- Анци